# De Barquin

Geslachtswapen (1981)

de Barquin is een sinds 1721 adellijk geslacht waarvan leden sinds 1981 tot de Belgische adel behoren.

## Geschiedenis
De stamreeks gaat terug tot Paul Barquin, een kolonel van een infanterieregiment. Diens zoon Jean-Baptiste (†1721) was medeheer van Rienne in het hertogdom Luxemburg, en diens zoon Jean werd in 1673 gedoopt, waarmee een lid van het geslacht voor het eerst wordt vermeld.
Op 14 maart 1721 werd bij patentbrieven de genoemde Jean-Baptiste (de) Barquin, medeheer van Rienne, oud-krijgsman in vrijwillige dienst, door keizer Karel VI in de adelstand verheven. Op 12 november 1981 werden vier verschillende nazaten van die laatste erkend in de erfelijke Belgische adel met de titel van jonkheer of jonkvrouw. Anno 2017 waren er nog negen mannelijke telgen in leven (geboren tussen 1938 en 1983).

### Wapenbeschrijvingen
- 1721: D'or, à un ours rampant au naturel. Bourlet et hachemens d'or et de sable, le heaume fermé de cinq grilles d'or. Cimier: un ours naissant de couleur naturelle.
- 1981: In goud, een klimmende beer van natuurlijke kleur. Een helm van zilver, gekroond, getralied, gehalsband en omboord van goud, gevoerd en gehecht van keel. Dekkleden: goud en sabel. Helmteken: de uitkomende beer van het schild. Wapenspreuk: 'Solus et fortis' van goud, op een lint van sabel.

## Enkele telgen
Charles de Barquin (1751-1796)
- Charles de Barquin (1788-1865)
  - Victor de Barquin (1837-1925) 
    - Alexandre de Barquin (1863-1904)
      - Jhr. Charles de Barquin (1900-1993), brigadechef voor bos- en waterbeheer
        - Jhr. Yves de Barquin (1931-1987), landmeetkundige
          - Jhr. Joël de Barquin (1956), huizenmakelaar, chef de famille
          - Jkvr. Véronique de Barquin (1960), plastisch kunstenaar
- Edouard de Barquin (1790-1862)
  - Alexandre de Barquin (1822-1912)
    - Georges de Barquin (1873-1948)
      - Jhr. ir. Charles de Barquin (1900-1991), mijnbouwkundig en elektrotechnisch ingenieur
        - Jkvr. Jeanne de Barquin (1947), docente germaanse talen; trouwde in 1987 met Henri Timmermans (1952), zoon van senator Léon Timmermans (1911-1987)

  - Adolphe de Barquin (1831-1928)
    - Maurice de Barquin (1888-1961)
      - Jkvr. Virginie de Barquin (1924-2010)
      - Jhr. Marcel de Barquin (1933-2015)
      - Jhr. Roland de Barquin (1956-
      - Jhr. Charles de Barquin (1957-